# Syed Shah Mardan Shah-II
Syed Shah Mardan Shah-II (en sindi : پير پاڳارو) principalement connu sous son titre de sixième Pir Pagara (né le 22 novembre 1928, mort le 10 janvier 2012) est un homme politique pakistanais. C'est le chef spiritualiste du mouvement soufi Hur de 1952 à 2012 et dirigeant de la Ligue musulmane du Pakistan (F), surtout influente dans le Sind, jusqu'à sa mort en 2012 où il est remplacé par son fils Sibghatullah Shah Rashdi III,. 